# Greifenvogel-Maler

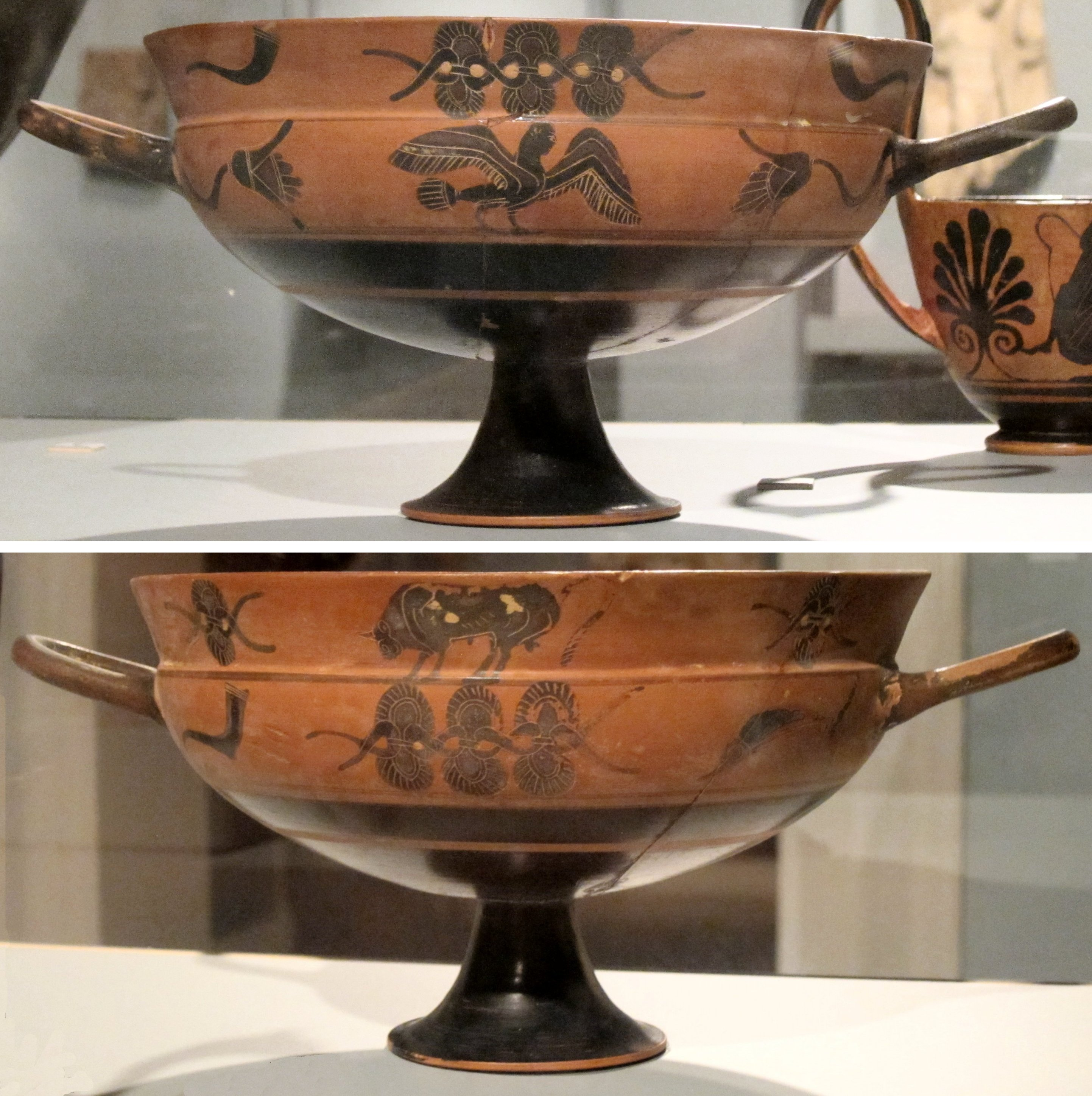
Dem Greifelnvogel-Maler zugeschriebene Sianaschale.

Der Greifenvogel-Maler (englisch Griffin-Bird Painter) war ein attisch-schwarzfiguriger Vasenmaler. Seine Werke werden etwa ins zweite Viertel des 6. Jahrhunderts v. Chr. datiert.
Der Greifenvogel-Maler war ein sehr produktiver Vasenmaler, vor allem von Komastenschalen. Seine Bilder sind jedoch meist sehr flüchtig gearbeitet und zeugen von keiner eigenen Kreativität. Er zeigte meist Tier- und Pflanzenornamente, bei seinen Innenbildern verzichtete er auf kreative Einfassungsmuster. Seinen Notnamen bekam er von einem Ungeheuer auf seiner Namenvase, einer Komasten-Schale. Diese Darstellung ist gleichzeitig namensgebend für eine ganze Gruppe anspruchsloser korinthischer Schalen.